# Jeremy Kleiner
Jeremy Kleiner é um produtor estadunidense, atual presidente da Plan B Entertainment. Foi indicado ao Oscar de melhor filme pela realização dos filmes Selma, The Big Short, Moonlight e 12 Years a Slave; estes dois últimos lhe rendeu as estatuetas.

## Prêmios e indicações
- Venceu: Oscar de melhor filme, por Moonlight;
- Indicado: Oscar de melhor filme, por The Big Short;
- Indicado: Oscar de melhor filme, por Selma;
- Venceu: Oscar de melhor filme, por 12 Years a Slave;
- Indicado: Oscar de melhor filme, por Nickel Boys
- Indicado: BAFTA de melhor filme, por Moonlight;[4]
- Indicado: Producers Guild of America Award, por Moonlight.[5]